# For Blood and Empire
For Blood and Empire är det sjunde albumet av punkbandet Anti-Flag från Pittsburgh. Den gavs ut den 21 mars 2006 och är också deras första skiva som de släppt genom RCA Records.

## Låtlista
1. "I'd Tell You But..." - 2:10
2. "The Press Corpse" - 3:21
3. "Emigre" - 2:59
4. "Project for a New American Century" - 3:17
5. "Hymn for the Dead" - 3:39
6. "This Is the End (For You My Friend)" - 3:11
7. "1 Trillion Dollar$" - 2:30
8. "State Funeral" - 2:01
9. "Confessions of an Economic Hit Man" - 2:43
10. "War Sucks, Let's Party!" - 2:18
11. "The W.T.O. Kills Farmers" - 3:32
12. "Cities Burn" - 3:03
13. "Depleted Uranium Is a War Crime" - 4:07